# مارلون سانت جوليان
مارلون سانت جوليان (بالإنجليزية: Marlon St. Julien)‏ هو فارس أمريكي، ولد في 13 فبراير 1972 في لافاييت في الولايات المتحدة.

## وصلات خارجية
- مارلون سانت جوليان على موقع الموسوعة البريطانية (الإنجليزية)